# Z39.50
Z39.50 é um padrão internacional do tipo cliente-servidor, um protocolo de comunicação da camada de aplicação para buscas e recuperação de informação a partir de uma base de dados que atua sobre uma rede TCP/IP. É coberto pelos padrões ANSI/NISO Z39.50 e ISO 23950. A agência mantenedora do padrão é a Biblioteca do Congresso dos Estados Unidos.
O Z39.50 é amplamente utilizado em ambientes de bibliotecas, frequentemente incorporado em sistemas de gerenciamento integrado de bibliotecas e sistemas pessoais de referências bibliográficas. Buscas de catálogos interbibliotecas para empréstimos entre bibliotecas (EEB) são frequentemente implementados com consultas Z39.50.
O desenvolvimento do protocolo Z39.50 começou na década de 1970 e teve sucessivas versões em 1988, 1992, 1995 e 2003. A Linguagem de Consulta Contextual (Contextual Query Language, CQL) é baseada na semântica do Z39.50.

## Esforços para modernização
O Z39.50 é uma tecnologia pré-Web e vários grupos de trabalho tentaram atualizá-lo para se encaixar melhor no ambiente moderno. Essas tentativas foram conhecidas como ZING (Z39.50 International: Next Generation – Z39.50 Internacional: Nova Geração) e possuíram várias estratégias.
Os sucessores do Z39.50 são os protocolos gêmeos SRU/SRW (Search/Retrieve via URL/Search/Retrieve Web service), que retiraram a necessidade do protocolo de comunicação Z39.50 (substituindo pelo HTTP), mas mantendo os benefícios da sintaxe de consulta. O SRU é baseado na arquitetura REST e possibilita que as consultas sejam expressas em parâmetros de URL, já o SRW usa o protocolo SOAP. Ambos retornam os resultados em XML.
Esses projetos têm uma barreira muito menor para desenvolvedores que o protocolo Z39.50 original, permitindo que o mercado relativamente pequeno de software de bibliotecas se beneficie das ferramentas de serviços Web desenvolvidas para mercados muito maiores.  
Alternativas incluem os seguintes protocolos:
- Open Archives Initiative Protocol for Metadata Harvesting (OAI-PMH)
- SPARQL

## Informação de firewall
A porta IP registrada para o Z39.50 é a 210. Embora a maioria dos servidores utilizem essa porta, há dezenas de outras portas utilizadas pelo mundo (por exemplo, 2100, 2200, 2210, 2213, 3520, 9999, etc.).

### Software
- Z39.50 Object Orientation Module  (em inglês)
- YAZ Toolkit (em inglês)